# Krap
Le krap  (ក្រាប់), est un instrument de musique à percussion idiophone, qui consiste en une paire de baguettes de bambou ou de bois dur. Il est très répandu en Thaïlande et au Cambodge.

## Thaïlande
Le krap thaï : กรับ, (prononcé [kràp]) est un instrument de percussion d'origine thaïlandaise:
Il existe trois types de cet instrument. Le krap koo est composé de deux morceaux de bambou fendus, d’une longueur d’environ 40 cm. Le krap puang est fabriqué à partir de bois mince ou en laiton, souvent constitué d’un certain nombre de pièces attachées avec de la ficelle. Il est utilisé lors des cérémonies royales. Le krap saepa est en bois, comme le roneat ek (រនាតឯក), un petit xylophone de la famille roneat). Il a une longueur d'environ 20 cm et une épaisseur d'environ 5 cm. Le krap saepa est de forme rectangulaire et s'utilise par paires de la même manière que les castagnettes.

## Cambodge
Le krap est également un instrument en bois ou en bambou. Au Cambodge l'instrument est décliné en cinq versions:
Il existe en effet un krap spécifique au chayam qui se compose de deux morceaux de bambou frappés ensemble. Le krap nyee et le krap chmol sont eux utilisés dans les danses folkloriques. Ce sont des instruments traditionnellement utilisés par les femmes. Le krap nyee était à l’origine constitué par une paire de coquillages assemblés avec un élastique, utilisés comme des castagnettes. Le bambou a remplacé par les coquillages. Le krap chmol est composé de morceaux de bambou, de la même largeur que les autres kraps, avec un morceau plus long et auquel pendent des pièces de monnaie. Le joueur tient les deux bâtons dans une main et bat ses kraps avec un bâton sculpté. Le krap kour, fait  d'une seule pièce de bois recouverte de cloches en métal, est utilisé dans la musique mahori et la danse Promor tey. Au cours de ces danses, l’artiste quand il se tient debout tient l'instrument  dans la main gauche qu'il frappe avec la main droite.  S'il est en position assise, l'instrument est maintenu sur les genoux de celui ci. Le krap de Arak Cham est un bambou d’un mètre de long, frappé au sol avec des rythmes de tambour.